# Hertha Pohl
Hertha Pohl (ur. 1889 w Krapkowicach, zm. 4 października 1954) – niemiecka pisarka nazywana pisarką ludzi ubogich i osamotnionych.
Jej książki napisane w języku niemieckim pozwalają czytelnikowi odnaleźć wiele elementów biograficznych. To głównie z nich dowiadujemy się, że pochodziła z bardzo biednej rodziny oraz że to bieda zmusiła ją do poszukiwania pracy w innym mieście. Żeby przeżyć pracowała jako szwaczka w berlińskiej fabryce. W tłumaczeniu z języka niemieckiego tak wspomina pobyt poza domem rodzinnym: Brakowało mi przyjaznej duszy. Krewni, u których mieszkałam, żyli w ubóstwie i dawali mi do zrozumienia, że skoro znalazłam pracę, to powinnam żyć na własną rękę.(...) Setki prześcieradeł i poduszek ozdabiałam, naszywając koronki. Chcąc zarobić 15 Marek tygodniowo, żeby przeżyć musiałam pracować w szybkim tempie.
Hertha Pohl nie lubiła opowiadać o sobie, a wszystkie swoje myśli, problemy, rozterki, a także marzenia wolała przelać na papier. Nie tylko warunki bytowe, ale również tęsknota za rodzinnym miastem Krapkowicami przyczyniły się do tego, że pisarka czuła się bardzo nieszczęśliwa. W ten sposób odkryła w sobie potrzebę pisania, to pomagało jej w życiu.

## Inni o Herthcie
- A. Hayduk – Obok mnie siedziała Hertha Pohl, biedna szwaczka z Krapkowic. Zatopiona w sobie, słuchała w milczeniu. Włosy miała nie zaczesane, splecione do tyłu w tradycyjny, górnośląski węzeł. Na głowie staromodny kapelusik, twarz zgnębiona, oczy spuszczone. Spracowane ręce spoczywały na kolanach. Ona, robotnica z Krapkowic

- E. Laslowski – Obok mnie stała szczupła, blada kobieta, dziwnie nieśmiała, małomówna. Z trudem dowiedziałem się od niej czegoś więcej o jej losie. Zubożali rodzice, trudne warunki w domu [...] ciężkie życie szwacki, bez radości

- A. Bernard – Z wielkim zainteresowaniem, jednym tchem, przeczytałem powieść „Tina Stawiks Ernte”. Byłam wstrząśnięta. Jedynie prawdziwy poeta mógł napisać taką rzecz [...] Życie dziewczyny poniżonej przez lo0s i zniewolonej jawi się czytelnikowi przerażająco wyraźnie i zmusza do myślenia[1]

## Największe dzieła
- Noc żali – opowiadania górnośląskie z 1922 r.
- Biedny lud – nowela z 1922 r.
- Droga Martiny Förster – powieść z 1923 r.
- Na ścieżkach życia – z 1927 r.
- Kurtyna opada – z 1933 r.
- Miłosierny Samarytanin z 1950 r.
- Mnie to spotkało z 1954 r.

W swoich książkach w sposób realistyczny opisuje ludzkie spostrzeżenia i przeżycia. Po wybuchu I wojny światowej Hertha Pohl wróciła do Krapkowic, żeby opiekować się swoją ciężko chorą matką. To właśnie tutaj w Krapkowicach czuła się najlepiej, tu była w domu rodzinnym i nie chciała go więcej opuszczać.